# Список персонажів мультсеріалу «Неймовірна Людина-павук»

Логотип мультсеріалу

Неймовірна Людина-павук — мультсеріал про пригоди ще зовсім недосвідченного школяра-героя Пітера Паркера, котрому одночасно треба рятувати світ і допомагати друзям та тітці. Тут представлено список персонажів цього мультсеріалу.

## Персонажі

### Протагоністи

Головні герої мультсеріалу

| Персонаж                       | Актор                 | Перша поява              | Епізоди |
| Пітер Паркер/Людина Павук      | Джош Кітон            | "Природний Відбір"       | Усі серії |
| Ґвен Стейсі                    | Лейсі Шебер           | "Природний Відбір"       | Більшість серій |
| Гаррі Озборн                   | Джеймс Арнольд Тейлор | "Природний Відбір"       | - "Природний Відбір" - "Взаємодії" - "Еволюція" - "Ринкові Сили" - "Конкуренція" - "Невидима Рука" - "Каталізатори" - "Реакція" - "Принцип Невизначеності" - "Перші Кроки" - "Криза Особистості" - "Імовірна Причина" - "Гангланд" - "Підтекст" - "Відкриваюча Ніч" - "Фінальна Завіса"                                                        |
| Джей Джона Джеймсон            | Даран Норріс          | "Природний Відбір"       | Більшість серії |
| Мері Джейн Уотсон              | Ванесса Маршел        | "Невидима Рука"          | - "Невидима Рука" - "Каталізатори" - "Реакція" - "Принцип Невизначеності" - "Групова Терапія" - "Втручання" - "Природа проти Виховання" - "Креслення" - "Деструктивне Тестування" - "Арматура" - "Перші Кроки" - "Зростаючі Болі" - "Криза Особистості" - "Імовірна Причина" - "Гангланд" - "Підтекст" - "Відкриваюча Ніч" - "Фінальна Завіса" |
| Юджин Флеш Томпсон             | Джошуа Лебар          | "Природний Відбір"       | Більшість серій |
| Ліз Аллен                      | Аланна Убах           | "Природний Відбір"       | Більшість серій |
| Тітка Мей Паркер               | Дебора Штранг         | "Природний Відбір"       | Більшість серій |
| Капітан Джордж Стейсі          | Кленсі Браун          | "Невидима Рука"          | - "Невидима Рука" - "Персона" - "Групова Терапія" - "Втручання" - "Природа проти Виховання" - "Деструктивне Тестування" - "Сила Зсуву" - "Імовірна Причина" - "Гангланд" - "Відкриваюча Ніч" |
| Доктор Курт Коннорс/Ящір       | Ді Бредлі Бейкер      | "Природний Відбір"       | - "Природний Відбір" - "Взаємодії" - "Еволюція" - "Ринкові Сили" - "Персона" - "Групова Терапія" - "Втручання" - "Креслення" - "Деструктивне Тестування" - "Зростаючі Болі" - "Криза Особистості" - "Фінальна Завіса" |
| Доктор Марта Коннорс           | Кет Саусі             | "Природний Відбір"       | - "Природний Відбір" - "Взаємодії" - "Еволюція" - "Ринкові Сили" - "Персона" - "Групова Терапія" - "Втручання" - "Креслення" - "Деструктивне Тестування" - "Зростаючі Болі" - "Криза Особистості" - "Фінальна Завіса" |
| Ренді Робертсон                | Філ ЛаМарр            | "Природний Відбір"       | Більшість серій |
| Кенні Конг                     | Ендрю Кісіно          | "Природний відбір"       | Більшість серій |
| Ґлорія Ґрент                   | Крі Саммер            | "Природний Відбір"       | Більшість серій |
| Саллі Евріл                    | Грі Деліль            | "Природний Відбір"       | Більшість серій |
| Бетті Брант                    | Грі Деліль            | "Ринкові Сили"           | - "Ринкові Сили" - "Конкуренція" - "Невидима Рука" - "Принцип Невизначеності" - "Персона" - "Втручання" - "Зростаючі Болі" - "Криза Особистості" |
| Джон Джеймсон/Полковник Юпітер | Даран Норріс          | "Принцип Невизначеності" | - "Принцип Невизначеності" - "Персона" - "Зростаючі Болі" |
| Феліція Харді/Чорна Кішка      | Тріція Гелфер         | "Персона"                | - "Персона" - "Втручання" - "Спільники" - "Відкриваюча Ніч" |

### Антагоністи
| Персонаж                               | Актор                            | Перша поява               | Епізоди |

Перша Зловісна шістка

| Томпсон Лінкольн/Томбстоун/Великий Бос | Кіт Девід, Кевін Майкл Річардсон | "Природний Відбір"        | - "Природний Відбір" - "Невидима Рука" - "Каталізатори" - "Принцип Невизначеності" - "Природа проти Виховання" - "Спільники" - "Гангланд" |
| Норман Озборн/Зелений Гоблін           | Алан Речінс, Стівен Блум         | "Природний Відбір"        | - "Природний Відбір" - "Взаємодії" - "Ринкові Сили" - "Конкуренція" - "Невидима Рука" - "Каталізатори" - "Реакція" - "Принцип Невизначеності" - "Втручання" - "Креслення" - "Перші Кроки" - "Гангланд" - "Підтекст" - "Відкриваюча Ніч" - "Фінальна Завіса" |
| Отто Октавіус/Доктор Восьминіг         | Пітер МакНікол                   | "Природний Відбір"        | - "Природний Відбір" - "Конкуренція" - "Невидима Рука" - "Каталізатори" - "Реакція" - "Групова Терапія" - "Арматура" - "Сила Зсуву" - "Спільники" - "Гангланд"                                                                                              |
| Едді Брок/Веном                        | Бенджамін Діскін                 | "Природний Відбір"        | - "Природний Відбір" - "Взаємодії" - "Еволюція" - "Ринкові Сили" - "Персона" - "Групова Терапія" - "Втручання" - "Природа проти Виховання" - "Перші Кроки" - "Зростаючі Болі" - "Криза Особистості"                                                         |
| Джозеф/Молотоголовий                   | Джон ДіМаджіо                    | "Природний Відбір"        | - "Природний Відбір" - "Ринкові Сили" - "Конкуренція" - "Невидима Рука" - "Реакція" - "Принцип Невизначеності" - "Спільники" - "Гангланд" |
| Едріан Тумс/Стерв'ятник                | Роберт Інглунд                   | "Природний Відбір"        | - "Природний Відбір" - "Групова Терапія" - "Арматура" - "Сила Зсуву" - "Гангланд" |
| Максвелл Ділан/Електро                 | Криспін Фрімен                   | "Взаємодії"               | - "Взаємодії" - "Групова Терапія" - "Арматура" - "Сила Зсуву" |
| Джексон Брайс/Монтана/Шокер            | Джеф Бенетт                      | "Природний Відбір"        | - "Природний Відбір" - "Ринкові Сили" - "Групова Терапія" - "Імовірна Причина" - "Відкриваюча Ніч" |
| Деніел Бріто/Фансі Ден/Рикошет         | Філ ЛаМарр                       | "Природний Відбір"        | - "Природний Відбір" - "Імовірна Причина" - "Відкриваюча Ніч" |
| Раймонд Блоч/Окс                       | Кленсі Браун, Денні Трехо        | "Природний Відбір"        | - "Природний Відбір" - "Імовірна Причина" - "Відкриваюча Ніч" |
| Флінт Марко/Піщана Людина              | Джон ДіМаджіо                    | "Природний Відбір"        | - "Природний Відбір" - "Ринкові Сили" - "Конкуренція" - "Групова Терапія" - "Арматура" - "Перші Кроки" |
| Алекс Охірн/Носоріг                    | Кленсі Браун                     | "Природний Відбір"        | - "Природний Відбір" - "Ринкові Сили" - "Невидима Рука" - "Групова Терапія" - "Арматура" - "Спільники" - "Відкриваюча Ніч" |
| Дмитро Смердяков/Хамелеон              | Стівен Блум                      | "Персона"                 | - "Персона" - "Фінальна Завіса" |
| Квентін Бек/Містеріо                   | Ксандер Берклі                   | "Креслення"               | - "Креслення" - "Арматура" - "Криза Особистості" - "Відкриваюча Ніч" |
| Олексій Кравінов/Крейвен-Мисливець     | Ерік Весбіт                      | "Деструктивне Тестування" | - "Деструктивне Тестування" - "Арматура" |
| Соболь Манфреді/Срібний Соболь         | Ніккі Кокс                       | "Спільники"               | - "Спільники" - "Гангланд" |
| Сільвіо Манфреді/Сільвермейн           | Мігель Феррер                    | "Гангланд"                | - "Гангланд" - "Відкриваюча Ніч" |
| Марк Аллен/Розплавлена Людина          | Ерік Лопез                       | "Перші Кроки"             | - "Перші Кроки" - "Криза Особистості" - "Імовірна Причина" - "Гангланд" - "Підтекст" - "Відкриваюча Ніч |
| Фінс Мейсон/Тінкерер                   | Том Едкокс                       | "Креслення"               | - "Креслення" - "Арматура" - "Сила Зсуву" - "Імовірна Причина" |